# 카지미르 페리에
카지미르 피에르 페리에(Casimir-Pierre Perier)는 1777년 10월 11일 그르노블에서 태어나 1832년 5월 16일 파리에서 사망한 프랑스의 은행가이자 정치가로, 프랑스 은행 총재를 역임하였으며 1831년 3월 13일부터 1832년 콜레라 유행으로 사망할 때까지 프랑스의 총리였다. 
샤를 10세하의 자유주의 야권 정치인이던 페리에는 1830년 혁명 이후 7월 왕정 초 저항당(Parti de la Résistance)의 전형이었다.